# Victoria Square (Birmingham)

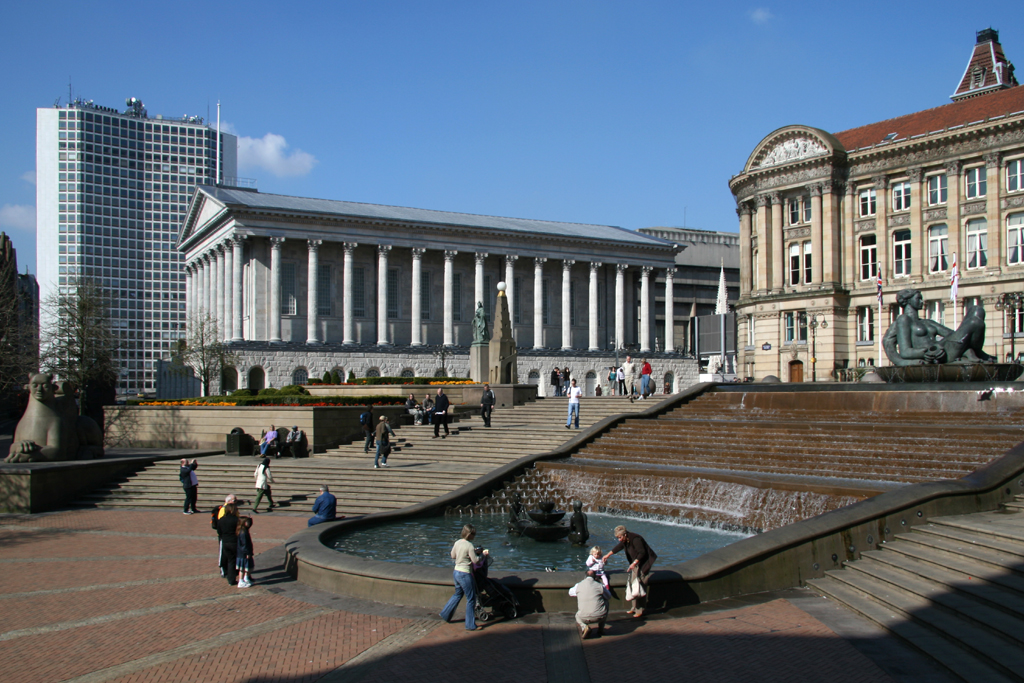
La Victoria Square de Birmingham.

La Victoria Square es una plaza pública peatonal de Birmingham, Reino Unido. Alberga el Ayuntamiento y la Council House, y está al lado de la Chamberlain Square. Se considera a menudo que la plaza es el centro neurálgico de Birmingham, y es el punto desde el cual se miden las distancias de las carreteras. Está cerca de la Catedral de San Felipe situada en Colmore Row y está en la ruta peatonal principal entre las zonas de Bull Ring y Brindleyplace. Aquí confluyen tres calles importantes, Colmore Row, New Street y Paradise Street.

## Historia

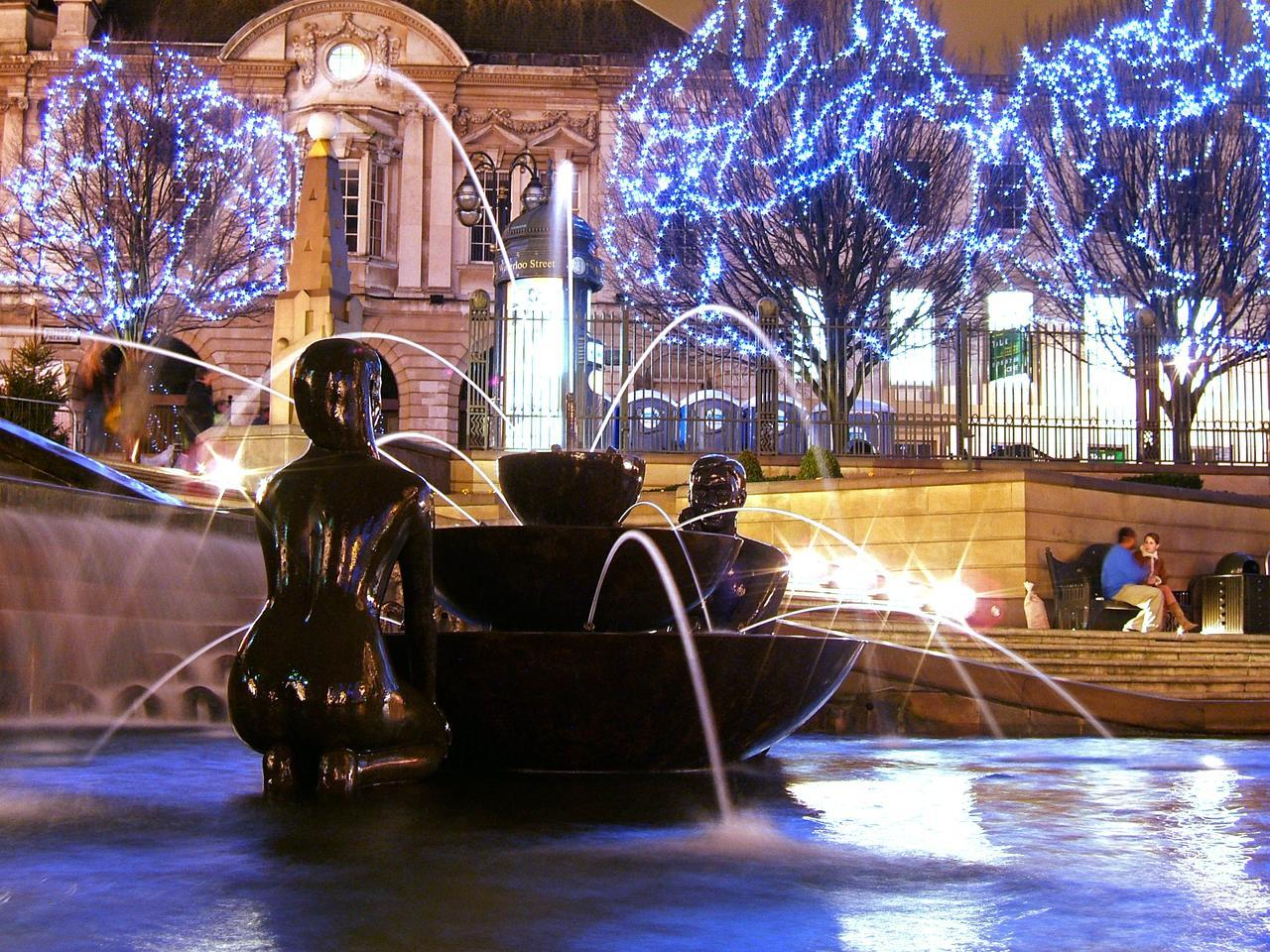
La Victoria Square por la noche en febrero de 2008.

La plaza era conocida antiguamente como Council House Square, y la atravesaba una línea de tranvía. Se renombró Victoria Square el 10 de enero de 1901 para honrar a la Reina Victoria, que murió tan solo doce días después. Se realizó una estatua de la reina en mármol, donada por Henry Barber y diseñada por Thomas Brock; posteriormente fue refundida en bronce.
Una parte de la plaza estaba ocupada antiguamente por la Christ Church construida entre 1805 y 1813, pero demolida en 1899. Su pila bautismal, su campana y su piedra angular se trasladaron a la nueva Iglesia de Santa Ágata de Sparkbrook, que se construyó con los ingresos obtenidos con la venta de la parcela. Los seiscientos cuerpos albergados en las catacumbas bajo la iglesia, entre los que estaba John Baskerville, fueron trasladados al Warstone Lane Cemetery. En su lugar se construyó una manzana de oficinas y comercios, los llamados Christ Church Buildings, demolidos a su vez en 1970 y sustituidos con una pendiente de césped.
Durante la década de 1950, se propuso ensanchar Colmore Row para que formara parte del Birmingham Inner Ring Road, lo que habría implicado la construcción de un importante cruce de carreteras en Victoria Square. Este proyecto fue cancelado, aunque se construyó gran parte del Inner Ring Road.

## Remodelación

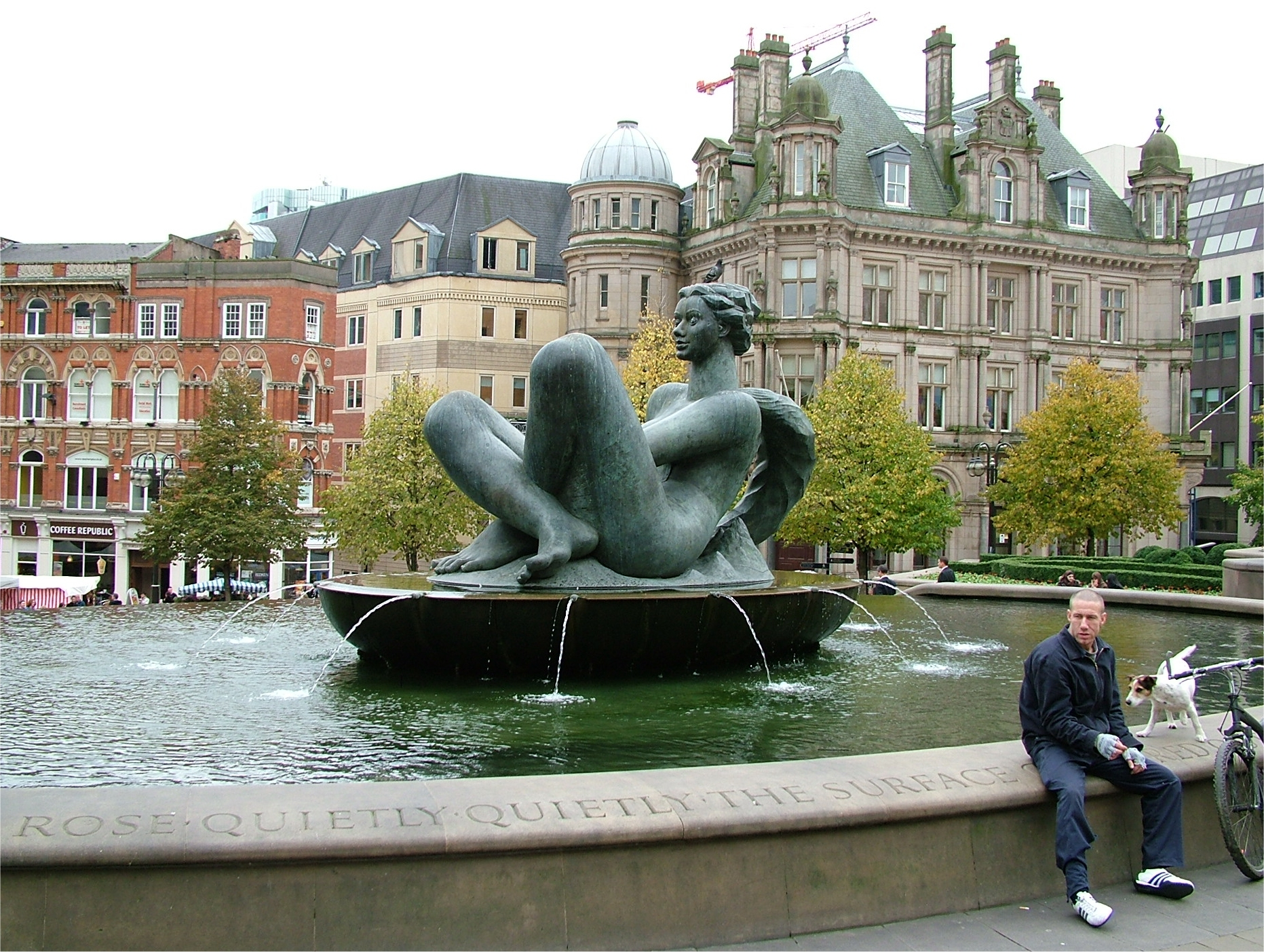
The River, más conocida como The Floozie in the Jacuzzi.

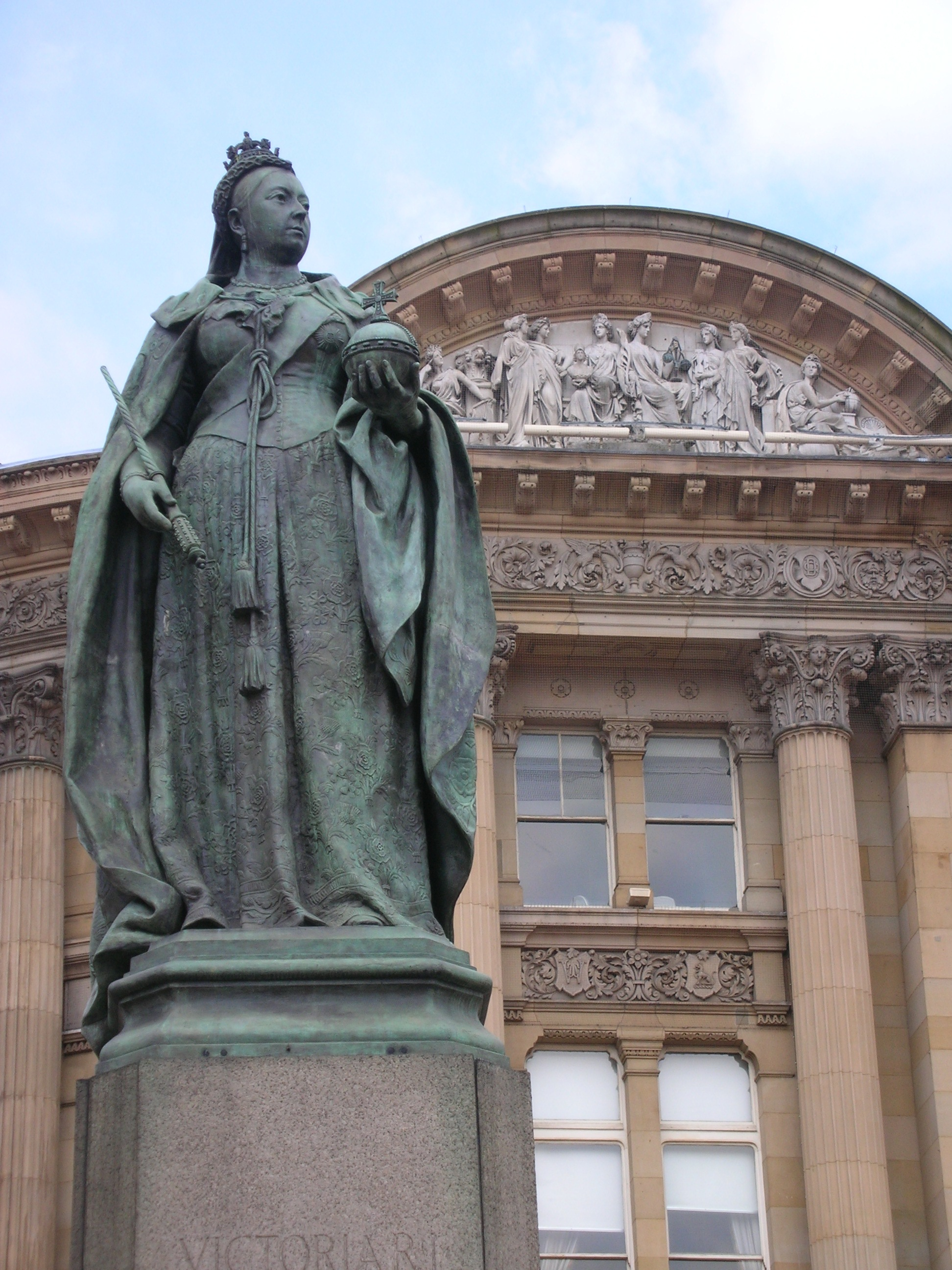
Reina Victoria, original de mármol de Thomas Brock (1901), refundida en bronce por William Bloye (1951).

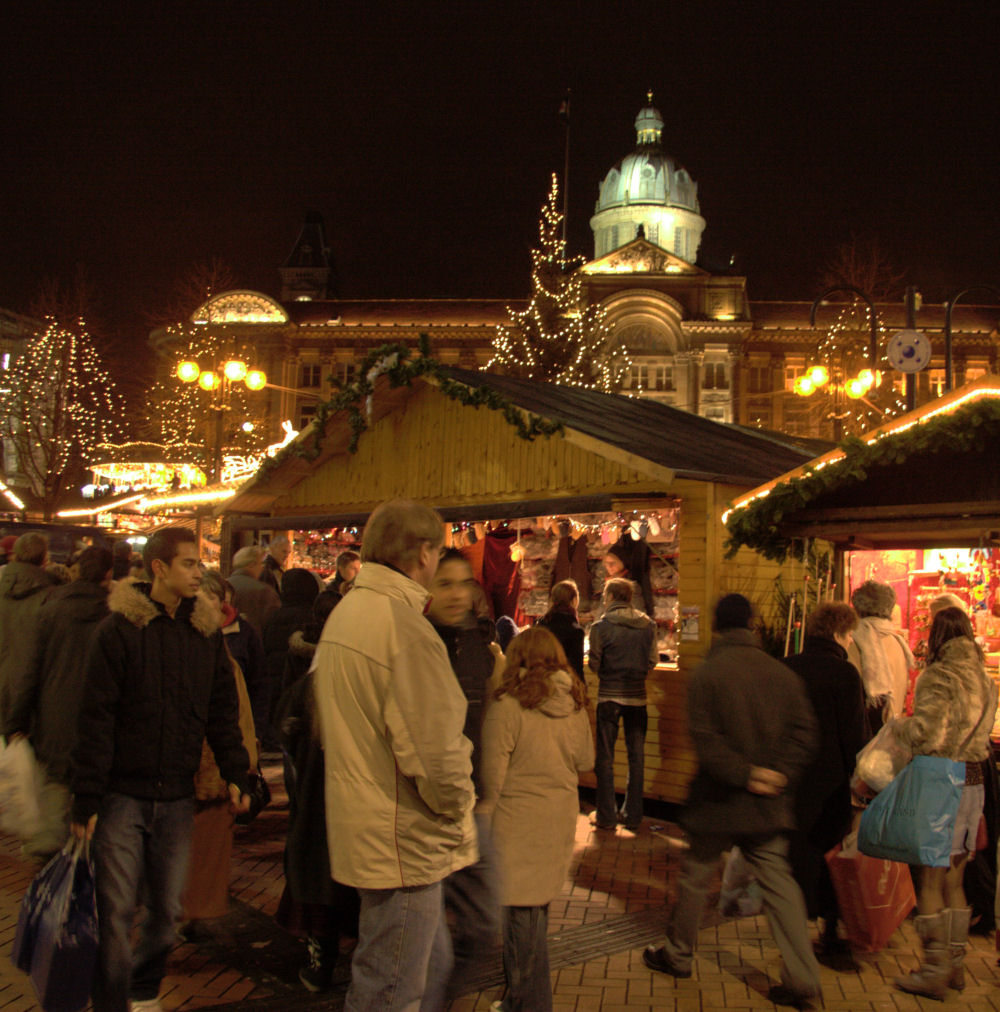
El mercado navideño de Frankfurt.

A finales del siglo XX la plaza era un cruce de calles con mucho tráfico. Se propuso un proyecto para peatonalizar la zona y convertirla en un punto focal público. Se celebró un concurso de diseño internacional para una fuente en el centro de la plaza, que fue ganado por Dhruva Mistry. La construcción empezó en 1992 y se completó en 1994, cuando fue inaugurada oficialmente por Diana de Gales. Durante la remodelación de la plaza, se instaló Iron: Man, una escultura de Antony Gormley que fue descubierta en 1993. Se rumorea que la estatua se escondió de la vista de la princesa cuando inauguró la plaza. En el lado suroeste de la plaza hay una placa que recuerda la inauguración.

### Obras de arte
La fuente de Mistry The River es la escultura más grande de la plaza. Debido a las irreparables fugas recurrentes, la fuente fue apagada en 2013 para ahorrar dinero. El 6 de julio de 2015 la fuente se llenó con plantas y flores.
Además, hay otras obras no encargadas para la remodelación de 1992 de la plaza. Una de estas es Iron: Man de Antony Gormley, que fue donada a la ciudad en marzo de 1993 por el Trustee Savings Bank, cuya sede se situaba junto a la plaza. Tiene seis metros de altura, y ha recibido críticas variadas. Se propuso que la estatua se trasladara a la sede del banco en Bristol cuando se fusionó con el Lloyds.
También hay estatuas presentes desde antes de la remodelación de la plaza. De las dos estatuas que se situaban originalmente en la plaza, solo sigue una de ellas, la estatua de la Reina Victoria, realizada originalmente en 1901 por Thomas Brock, pero refundida en bronce por William Bloye en 1951, aunque el cetro estuvo desaparecido durante algunos años y fue sustituido en 2010. El plinto también fue sustituido por uno nuevo de mármol compuesto de Cornualles en 1951.
La otra estatua, que ya no se sitúa en la plaza, es una estatua del Rey Eduardo VII, que fue trasladada al Highgate Park cuando se remodeló Victoria Square en 1951. Tras la restauración, en noviembre de 2010 fue colocada sobre un nuevo plinto frente a la Baskerville House en Centenary Square.
También había una estatua de Robert Peel, que se sitúa actualmente en el centro de entrenamiento de la policía Tally Ho!, y otra de Joseph Priestley, que está actualmente en Chamberlain Square.

### Edificios
La plaza está rodeada por muchos edificios importantes. Al oeste está el Ayuntamiento de Birmingham, al norte está la Council House, al este está 130 Colmore Row y al sur está la Victoria Square House.

## Eventos
Todas las Navidades, Victoria Square constituye la parte central del llamado Mercado de Navidad y Feria de Artesanía de Frankfurt, que también se extiende por New Street y llega hasta una feria de artesanía en Chamberlain Square. También se sitúa en Victoria Square el árbol de Navidad oficial de la ciudad, donado cada año por Sandvik. Las cabañas de madera del mercado venden objetos como joyas, obras de arte, ornamentos, ropa y comida alemana.
La Big Screen de Birmingham se sitúa actualmente en la plaza tras su retirada de Chamberlain Square, pero durante algún tiempo después de su montaje en septiembre de 2007, no fue usada debida a una disputa sobre su proceso de planificación. Tras la disputa sobre el primer permiso de construcción, que fue aprobado por el ayuntamiento, se presentó otra en diciembre de 2008. Sin embargo, el proceso se estancó tras un abrumador número de objeciones. La disputa sobre la pantalla de 8 metros de anchura ha costado en total un millón de libras. Sin embargo, en abril de 2012 la pantalla estaba funcionando.
El jueves 12 de julio de 2012, la Reina Isabel II y su esposo Felipe de Edimburgo visitaron la Victoria Square como parte de su gira con ocasión del Jubileo de Diamante de Isabel II. En la plaza, dieron un paseo y recibieron un regalo de la ciudad de Birmingham.

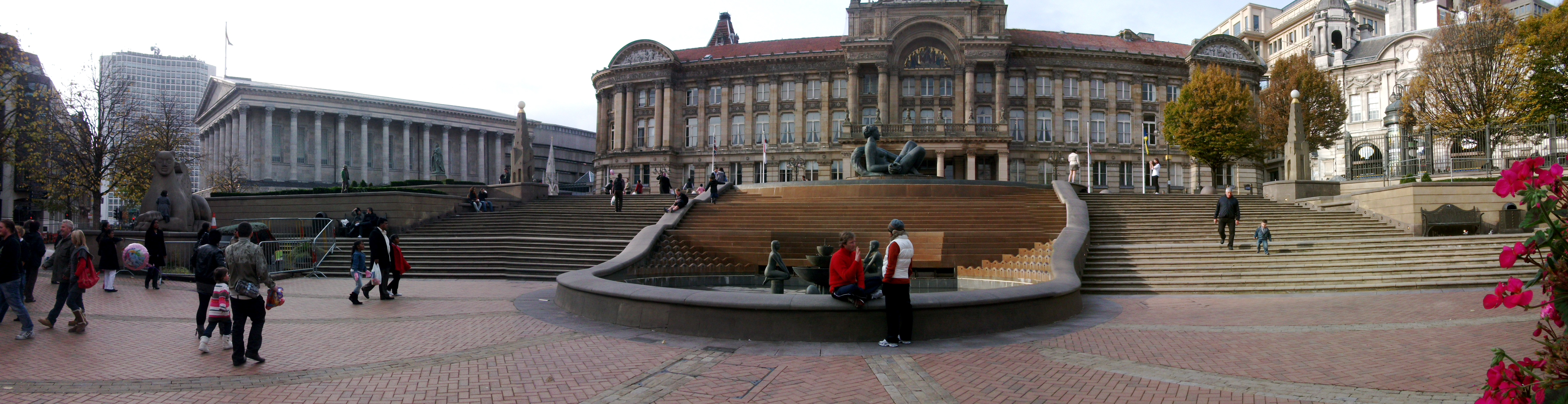
Una imagen panorámica de Victoria Square en octubre de 2009.